# Ibrahim Mohamed Solih
Ibrahim Mohamed Solih (dhivehi: އިބްރާހީމް މުޙައްމަދު ޞާލިޙް; født 1. marts 1962), kendt som Ibu (dhivehi: އިބޫ), er en maldivisk politiker som var Maldivernes præsident fra 2018 til 2023.
Solih blev første gang valgt til Maldivernes parlament i 1994 da han var 30 år gammel, som parlamentsmedlem fra hans hjematol Faadhippolhu. Han spillede en ledende rolle i dannelsen af partiet Maldivian Democratic Party og Maldivernes politiske reformbevægelse fra 2003 til 2008, hvilket førte til, at landet indførte et demokratisk flerpartisystem. Solih blev valgt til præsident for Maldiverne ved præsidentvalget 23. september 2018 og tiltrådte embedet 17. november 2018.
Solih er gift med Fazna Ahmed, og de har to børn.
Solih har været en nær ven af tidligere præsident Mohamed Nasheed, som også er Solihs kone Faznas fætter. Solih og Nasheed spillede en afgørende rolle i etableringen af flerpartidemokrati på Maldiverne. Tre år inde i Solihs præsidentperiode forværredes deres forhold på grund af ideologiske stridigheder i deres parti. Ibrahim Mohamed Solih har været en højtstående figur i partiet Maldivian Democratic Partys parlamentariske gruppe indtil han blev valgt som præsident for Maldiverne i 2018.